# Apolino Salveano de Almeida
Joaquim Apolino Salveano de Almeida (Viseu, 26 de Fevereiro de 1936 — Beja, 6 de Outubro de 2021), foi um médico cirurgião português.

## Biografia
Nasceu na cidade de Viseu, em 26 de Fevereiro de 1936. Formou-se no curso de cirurgia geral.
Em 1966 veio para o Alentejo, onde começou a trabalhar na vila de Cuba e no antigo Hospital de Beja. Depois esteve em Cabo Verde como parte do serviço militar, tendo voltado para Beja em 1970, onde foi colocado no corpo clínico do novo Hospital, que tinha sido inaugurado em Julho desse ano. Além de trabalhar como médico cirurgião, também dirigiu aquele estabelecimento de saúde durante cerca de catorze anos, de 1980 a 1986, como presidente do Conselho de Gerência do Hospital Distrital de Beja, e de 1994 a 2002, como presidente do Conselho de Administração do Hospital José Joaquim Fernandes. Após a sua reforma, prosseguiu a sua colaboração naquela unidade de saúde, tendo sido nomeado como responsável pela organização das comemorações do quinquagésimo aniversário do Hospital José Joaquim Fernandes. Era igualmente militante do Partido Socialista.
Em 2014, foi condecorado pela Câmara Municipal de Beja com a Medalha de Mérito Social.
Faleceu em 6 de Outubro de 2021, aos 85 anos de idade, no Hospital de Beja, devido a uma doença prolongada. Na sequência do seu falecimento, a Federação do Baixo Alentejo do Partido Socialista emitiu uma nota de pesar, onde destacou o seu «contributo inestimável» para «a melhoria das condições de saúde na região». A delegação concelhia de Beja do partido também publicou uma nota de pesar, onde classificou Apolino Salveano como «um cidadão empenhado, amigo dos seus amigos e sempre interessado no bem-estar das populações que servia», enquanto que a Câmara Municipal de Beja aprovou um voto de pesar pelo seu falecimento, onde destacou a sua carreira «como médico-cirurgião e como gestor na promoção e defesa incondicional do Serviço Nacional de Saúde». Uma outra nota de pesar foi emitida pela Unidade Local de Saúde do Baixo Alentejo, onde classificou Salveano de Almeida como um «médico de referência para muitas gerações de médicos, particularmente cirurgiões gerais, a nível regional e nacional» e um «homem de ideais, elevados padrões éticos, morais e humanistas». O velório teve lugar nas Casas Mortuárias de Beja, enquanto que o funeral foi no dia seguinte, para o cemitério da cidade.